# Крестьянский журнал
«Крестьянский журнал» — советский литературно-художественный и общественно-публицистический журнал, выходивший в издательстве «Крестьянская газета» в 1923—1930 годах.
Первый номер вышел в качестве бесплатного приложения к «Крестьянской газете» в декабре 1923 года тиражом 75000 экз. В 1924 году вышло шесть номеров, в 1925 и 1926 по двенадцать номеров, в 1927 четырнадцать, с 1928 года журнал выходил два раза в месяц. К 1930 году тираж упал до 31000 экз.
Редактором был назначен Феоктист Березовский, в 1926 его сменил Фёдор Панфёров. В журнале печатались А. Неверов, С. Басов-Верхоянцев, Михаил Шошин, В. Лебедев-Кумач, П. Радимов, П. Орешин. Помимо литературного в журнале были отделы сельского хозяйства, науки и техники, которые постепенно стали занимать всё больше места.
В 1930 году (с № 5) преобразован в журнал «Колхозник».